# Parc national de Descobrimento
Le parc national de Descobrimento (en portugais : Parque Nacional do Descobrimento ; parc national de la Découverte) est un parc national de l'État de Bahia, au Brésil.

## Emplacement
Le parc national Descobrimento se trouve dans la municipalité de Prado, dans l'Etat de Bahia, au sud du Nordeste. Sa superficie est de 22 693 hectares. Il contient le site du patrimoine naturel mondial de la Côte de la Découverte (Costa do Descobrimento), une réserve de biosphère.

## Environnement
Le parc national Descobrimento se trouve dans le biome de la forêt atlantique. Il abrite un fragment important de la forêt atlantique du plateau nord-est du Brésil et le refuge faunique le plus important du sud de Bahia. Les espèces protégées du parc comprennent le puma (Puma concolor), le poisson characidé Mimagoniates sylvicola et les espèces d'oiseaux suivantes : le pic annelé (Celeus torquatus), le cotinga à tête noire (Carpornis melanocephala), le hocco à bec rouge (Crax blumenbachii), le cotinga cordon bleu (Cotinga maculata), le myrmidon à flancs blancs (Myrmotherula urosticta), la perruche conure tiriba (Pyrrhura cruentata) et le thripophage rayé (Thripophaga macroura).

## Administration
Le Parc national du Descobrimento a été créé par décret fédéral du 20 avril 1999 avec une superficie de 21 129 hectares puis étendu à une superficie de 22 693 hectares le 6 juin 2012. Il fait désormais partie du corridor écologique de la forêt atlantique centrale, créé en 2002. Il est administré par l'Institut Chico Mendes pour la conservation de la biodiversité (ICMBio). Le conseil consultatif a été créé le 1er février 2008 et le plan de gestion a été approuvé le 26 décembre 2014. L’objectif est de préserver un écosystème naturel d’une grande importance écologique et d’une grande beauté paysagère, et de soutenir la recherche scientifique, l’éducation et l’interprétation environnementales, les loisirs de plein air et l’écotourisme.